# Baden Cooke
Baden Cooke (Benalla, Victoria, 12 de octubre de 1978) es un ciclista australiano que fue profesional entre 2000 y 2013.

## Trayectoria
Cooke comenzó en el mundo del ciclismo a la edad de 11 años.
Cooke participó en el Tour de Francia en 2002, 2003, 2004 y 2005 con el equipo francés de Française des Jeux.
En 2003 Baden Cooke ganó la clasificación de la regularidad (jersey verde) por solo dos puntos de diferencias en la que fue una clasificación muy apretada. La ganó gracias a que en la etapa 20, en los Campos-Élysées, quedó segundo el esprínter australiano Robbie McEwen (compatriota de Baden Cooke) y tercero quedó Stuart O'Grady séptimo en la clasificación final de la regularidad.
El 27 de noviembre de 2013 anunció su retirada del ciclismo tras catorce temporadas como profesional y con 35 años de edad.

## Palmarés
| 2000 - Vodacom Rapport Toer (como amateur) - Mi-Août 4 - 3 etapas del Herald Sun Tour 2001 - 1 etapa del Sea Otter Classic - 2 etapas del Tour del Porvenir 2002 - A través de Flandes - 1 etapa de la Midi Libre - Tro Bro Leon - París-Corrèze, más 1 etapa - Herald Sun Tour, más 2 etapas 2003 - 2 etapas del Tour Down Under - 1 etapa del Tour del Mediterráneo - 1 etapa de la Vuelta a Suiza - 1 etapa del Tour de Francia, más clasificación por puntos - Gran Premio de Fourmies - Campeonato de Flandes 2004 - 1 etapa del Tour Down Under - Gran Premio Ouverture la Marsellesa - 2 etapas del Tour del Mediterráneo - 1 etapa de los Tres Días de La Panne - 3 etapas del Herald Sun Tour | 2005 - 1 etapa del Tour de Polonia - 2 etapas del Herald Sun Tour 2006 - Gran Premio Ouverture la Marsellesa - 1 etapa de la Carrera de la Paz - Halle-Ingooigem - 1 etapa del Tour de Valonia 2007 - 1 etapa del Tour Down Under - 1 etapa de la Estrella de Bessèges - Campeonato de Flandes 2008 - 1 etapa de la Clásica de Alcobendas - 1 etapa del Herald Sun Tour |

## Resultados en Grandes Vueltas y Campeonatos del Mundo
| Carrera         | Carrera         | 2000 | 2001 | 2002  | 2003  | 2004  | 2005  | 2006 | 2007 | 2008 | 2009 | 2010 | 2011 | 2012  | 2013 |
| --------------- | --------------- | ---- | ---- | ----- | ----- | ----- | ----- | ---- | ---- | ---- | ---- | ---- | ---- | ----- | ---- |
|                 | Giro de Italia  | —    | —    | —     | —     | —     | Ab.   | —    | —    | —    | —    | Ab.  | —    | —     | —    |
|                 | Tour de Francia | —    | —    | 127.º | 140.º | 139.º | 142.º | —    | —    | Ab.  | —    | —    | —    | 117.º | —    |
|                 | Vuelta a España | —    | —    | —     | —     | —     | —     | —    | —    | —    | —    | —    | —    | —     | Ab.  |
| Mundial en Ruta | Mundial en Ruta | —    | —    | 9.º   | —     | —     | 88.º  | —    | —    | —    | —    | Ab.  | 74.º | —     | —    |

—: no participa

Ab.: abandono

## Equipos
- Mercury (2000-2001)
- Française des Jeux (2002-2005)
- Unibet.com (2006-2007)
- Barloworld (2008)
- Vacansoleil Pro Cycling Team (2009)
- Saxo Bank (2010-2011)
  - Team Saxo Bank (2010)
  - Saxo Bank Sungard (2011)
- Orica-GreenEDGE (2012-2013)